# 訃報 2011年1月
訃報 2011年1月（ふほう 2011ねん1がつ）では、2011年1月に物故した、又は物故が報じられた人物についてまとめる。

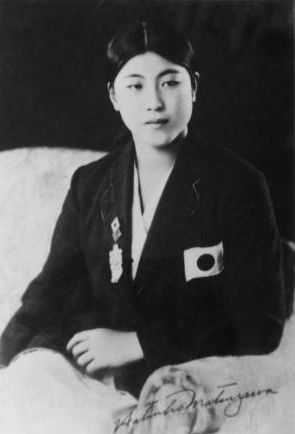
松澤初穂／1月1日没

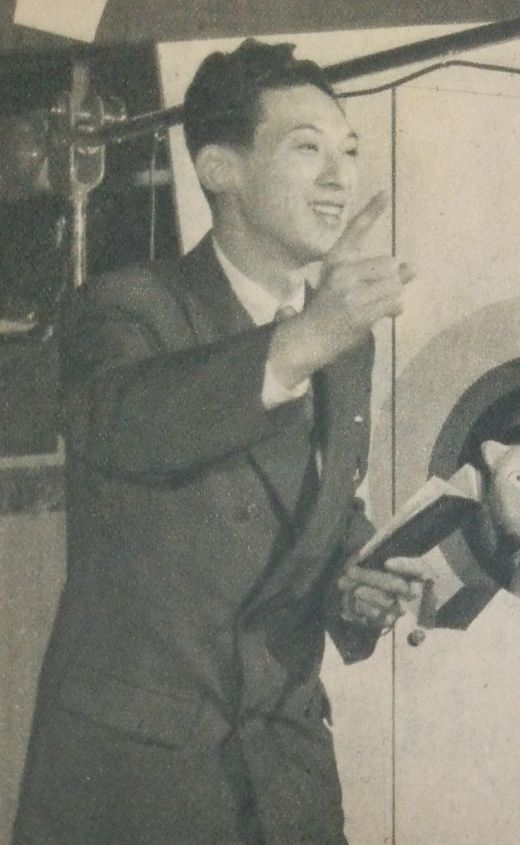
吉村光夫／1月3日没

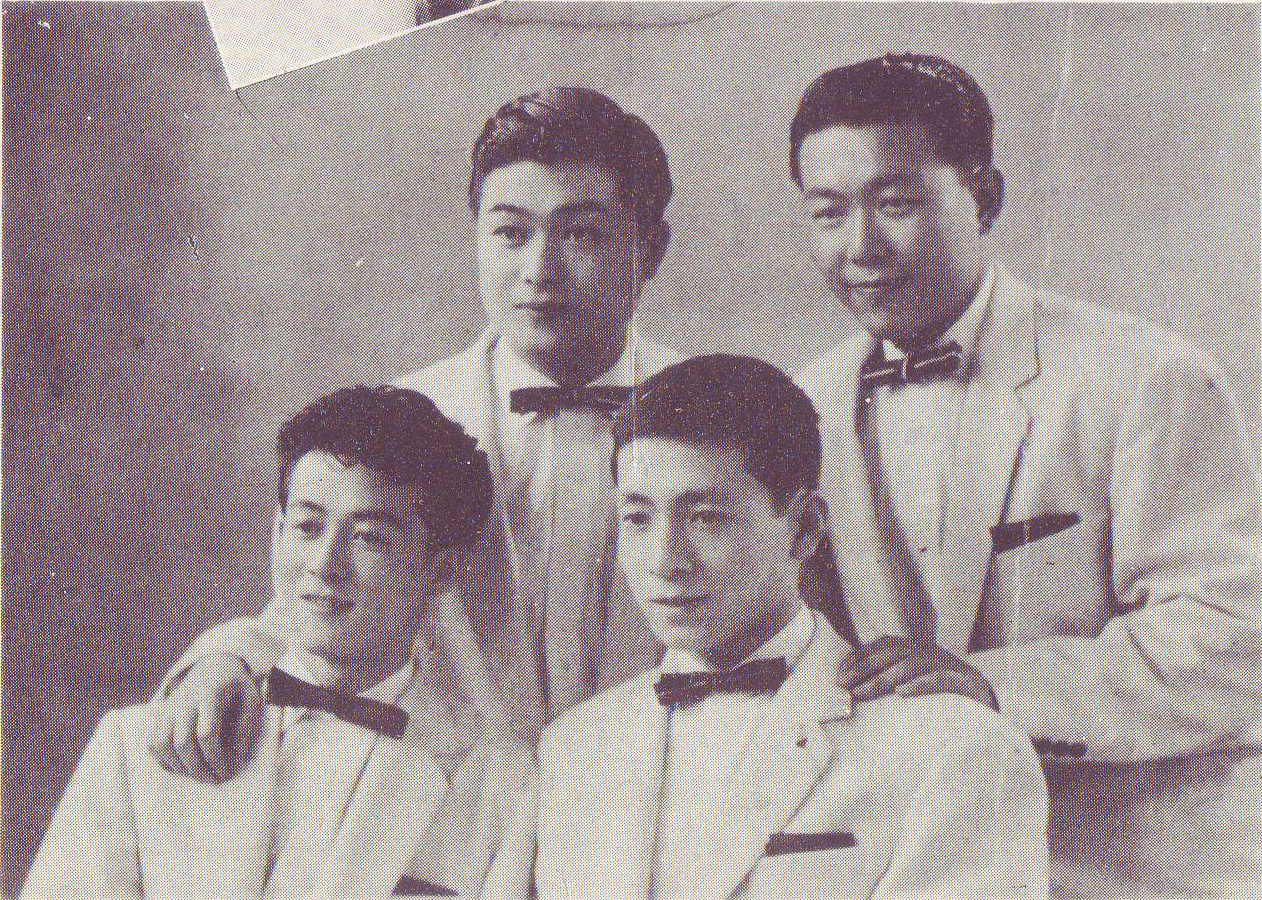
高見澤宏（前列左）／1月7日没

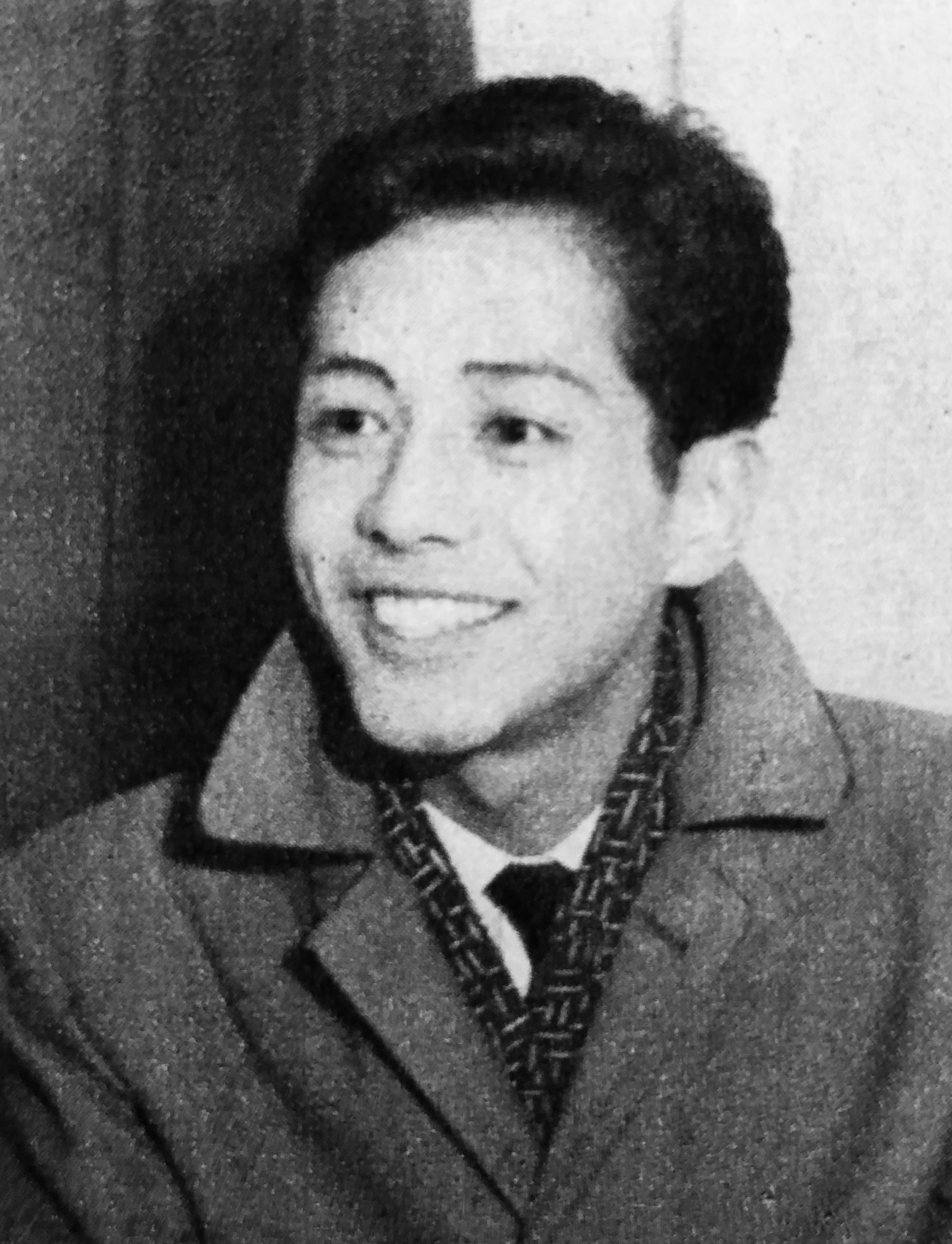
田浦正巳／1月14日没

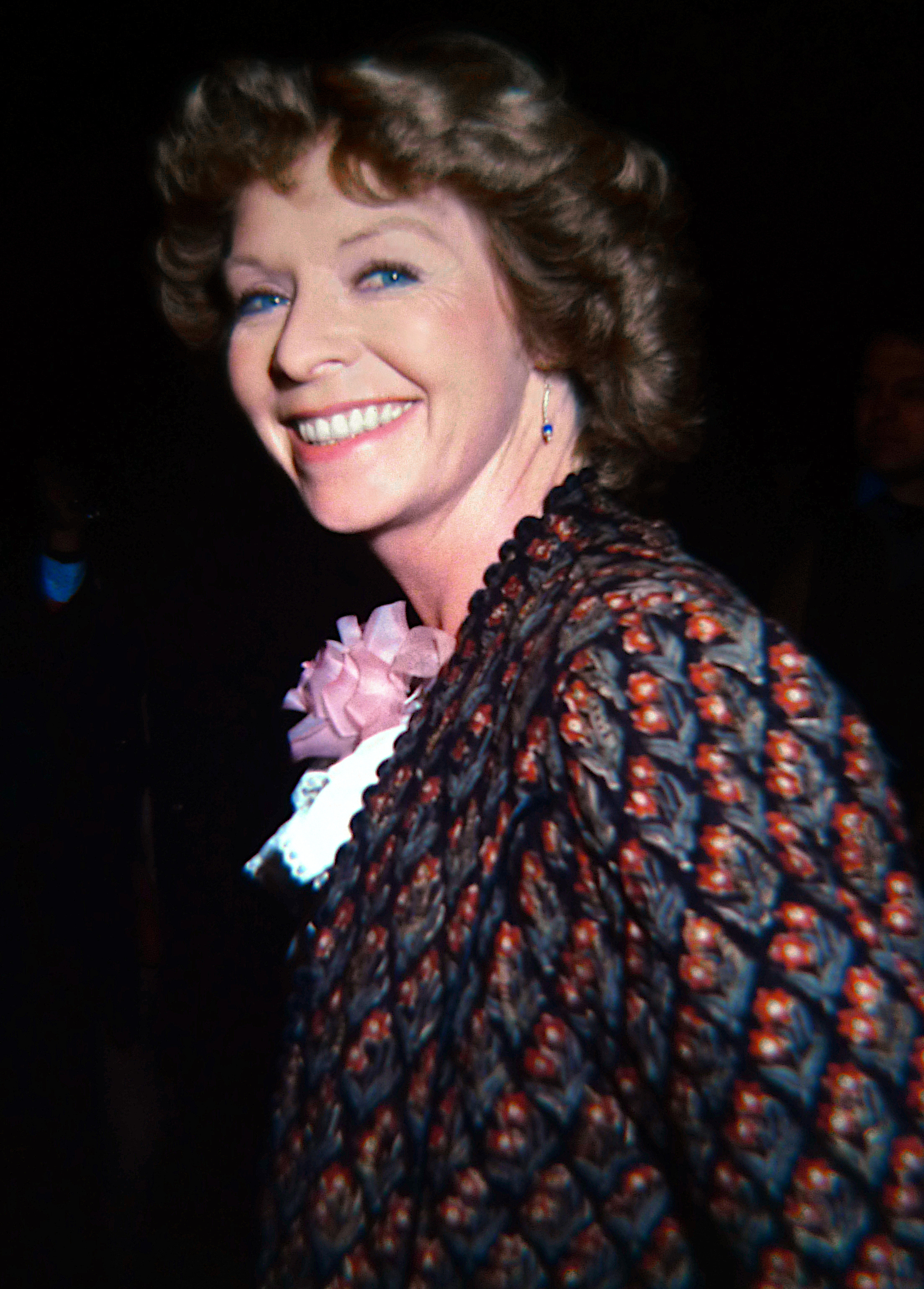
スザンナ・ヨーク／1月15日没

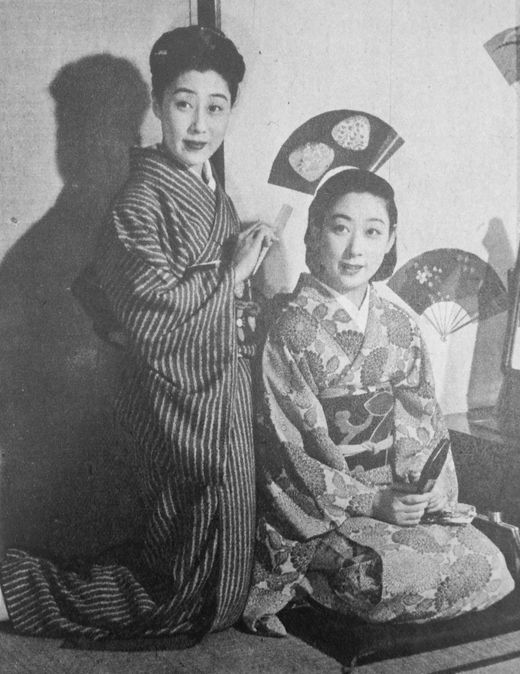
花柳小菊（右）／1月26日没

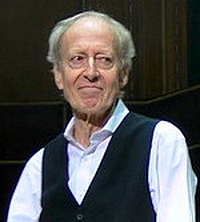
ジョン・バリー／1月30日没

## 1日 - 15日
- 1月1日 - 松澤初穂（菅谷初穂）、日本の元競泳選手、ロサンゼルスオリンピック日本代表選手、菅谷定彦（テレビ東京会長）の母（* 1914年）[1][2]
- 1月1日 - マリーン・コンスタンティン（ルーマニア語版）、ルーマニアの音楽家（* 1925年）[3]
- 1月1日 - 河野博式、日本の実業家、元日鉱金属社長（* 1931年）[4]
- 1月1日 - フレミング・ヨルゲンセン（デンマーク語版）、デンマークの歌手・俳優（* 1947年）[5]
- 1月1日 - チャールズ・ファンブロー、アメリカ合衆国のジャズ・ダブルベース奏者（* 1950年）[6]
- 1月1日 - レイナルド・ダグサ、フィリピンの政治家 （* 1975年）[7]
- 1月2日 - アン・フランシス、アメリカ合衆国の女優（* 1930年）[8]
- 1月2日 - 司徒華、香港の政治家・教育家、支聯會主席（* 1931年）[9]
- 1月2日 - ピート・ポスルスウェイト、イギリスの俳優（* 1945年）[10]
- 1月3日 - 猿谷要、日本のアメリカ史研究者、エッセイスト（* 1923年）[11]
- 1月3日 - 吉村光夫、日本の元アナウンサー（* 1926年）[12]
- 1月3日 - 5世中村富十郎、日本の歌舞伎俳優・人間国宝（* 1929年）[13]
- 1月3日 - 弘原海清、日本の地球科学者（* 1932年）[14]
- 1月3日 - 佐藤文明、日本のフリーライター（* 1948年）[15]
- 1月4日 - ディック・キング＝スミス、イギリスの児童文学作家（* 1922年）[16]
- 1月4日 - ジェリー・ラファティ（英語版）、スコットランドのシンガー・ソングライター（* 1947年）[17]
- 1月4日 - 乃村義博、日本の実業家、乃村工藝社会長（* 1949年）[18]
- 1月4日 - ミック・カーン、イギリスのミュージシャン（* 1958年）[19]
- 1月4日 - アリー・レザー・パフラヴィー、イラン・パフラヴィー朝の元王子（* 1966年）[20]
- 1月5日 - 縄田國武、元日本国有鉄道（現JRグループ）副総裁（* 1927年）[21]
- 1月5日 - 山下敬二郎、日本のロカビリー歌手（* 1939年）[22]
- 1月6日 - 佐野圭司、日本の脳神経外科医、東京大学名誉教授（* 1920年）[23]
- 1月6日 - 荻江寿友、日本の邦楽荻江節家元（* 1925年）[24]
- 1月6日 - 大野靖子、日本の脚本家、小説家（* 1928年）[25]
- 1月6日 - バン・パオ（ベトナム語版）、ラオスの将軍（* 1929年）[26][27]
- 1月6日 - 森口宏一、日本の彫刻家（* 1930年）[28]
- 1月6日 - ピョートル・スーミン、ロシア連邦の政治家、チェリャビンスク州知事（* 1946年）[29]
- 1月7日 - 建内保興、日本の実業家、石油連盟元会長（* 1915年）[30]
- 1月7日 - 中村湊一郎、日本のテレビプロデューサー（* 1927年）[31]
- 1月7日 - ライン・デュレン（英語版）、アメリカ合衆国の元野球選手（* 1930年）[32]
- 1月7日 - 城石武、日本の実業家、清水建設元副社長（* 1933年）[33]
- 1月7日 - 高見澤宏、日本の歌手、ダークダックスメンバー（* 1934年）[34]
- 1月7日 - 内山洋、日本のクラリネット奏者、東京音楽大学教授（* 1943年）[35]
- 1月8日 - 高田明侑、日本のテレビプロデューサー（* 1936年）[36]
- 1月8日 - イジー・ディーンストビール、チェコの政治家（* 1937年）[37]
- 1月8日 - 横澤彪、日本のテレビプロデューサー（* 1937年）[38]
- 1月9日 - 丹羽淳、日本の化学者、名古屋大学名誉教授（* 1926年?）[39]
- 1月9日 - ピーター・イェーツ、イギリスの映画監督（* 1929年）[40]
- 1月9日 - 酒井一、日本の大学教授、三重大学名誉教授（* 1931年）[41]
- 1月10日 - 北丸竜三、日本の化学者、京都大学名誉教授（* 1924年）[42]
- 1月10日 - マリア・エレナ・ワルシュ、アルゼンチンの歌手、詩人、（* 1930年）[43]
- 1月10日 - ジョー・ゴアズ（英語版）、アメリカ合衆国の推理作家（* 1931年）[44][45]
- 1月10日 - 秋山義昭、日本の大学教授、小樽商科大学前学長、北海学園大学法科大学院教授（* 1942年）[46]
- 1月11日 - 原口幸三、日本のマスターズ陸上競技選手（* 1910年）[47]
- 1月11日 - 宮坂宥勝、日本の僧侶、仏教学者（* 1921年）[48]
- 1月11日 - 唄孝一、日本の法学者、東京都立大学名誉教授（* 1924年）[49]
- 1月11日 - 深谷日出子、日本の運動家、原爆症認定集団訴訟近畿原告団元原告（* 1927年）[50]
- 1月11日 - 大村節二、日本の実業家、関西独立リーグ・明石レッドソルジャーズ球団代表（* 1936年）[51]
- 1月11日 - 白石振作、日本の化学者、東京大学名誉教授（* 1940年）[52]
- 1月11日 - キャロライン・バーガー（ドイツ語版）、ドイツのポルノ女優（* 1987年）[53]
- 1月12日 - クレマール・ブッチ（英語版）、アルゼンチンのレーシングドライバー（* 1920年）[54]
- 1月12日 - 開原成允、日本の医学者、国際医療福祉大学大学院長（* 1936年）[55]
- 1月12日 - 古澤良治郎、日本のジャズドラマー（* 1945年）[56]
- 1月13日 - エレン・スチュワート（英語版）、アメリカ合衆国の映画プロデューサー（* 1919年）[57]
- 1月13日 - 藤村多加夫、日本の俳人（* 1925年）[要出典]
- 1月13日 - 石黒靖尋、日本の実業家、ホーマック創業者・取締役会長、DCMホールディングス代表取締役相談役（* 1936年）[58]
- 1月14日 - 劉華清、中華人民共和国の軍人、元中共中央政治局常務委、元中共中央軍事委副主席（* 1916年）[59]
- 1月14日 - 和田勉、日本の演出家、映画監督（* 1930年）[60]
- 1月14日 - 田浦正巳、日本の俳優（* 1932年）
- 1月14日 - ペーター・ポスト、オランダの自転車競技元選手、指導者（* 1933年）[61]
- 1月14日 - 細川俊之、日本の俳優（* 1940年）[62]
- 1月15日 - 菅野浩和、日本の作曲家（* 1923年）[63]
- 1月15日 - ナット・ロフトハウス、イギリスの元サッカー選手（* 1925年）[64]
- 1月15日 - 谷真翁、日本の実業家、日刊競馬新聞社代表取締役会長（* 1936年）[65]
- 1月15日 - スザンナ・ヨーク、イギリスの俳優（* 1939年）[66][67]

## 16日 - 31日
- 1月16日 - 橋爪貞雄、日本の大学教授、愛知教育大学・岐阜教育大学元学長（教育社会学専攻）（* 1917年）[68]
- 1月17日 - 亀長友義、日本の政治家、元自由民主党参議院議員（* 1920年）[69]
- 1月17日 - 大道良一、日本の銀行家・大道良夫滋賀銀行頭取の父（* 1922年）[70]
- 1月17日 - 高橋安太郎、日本の物理学者、東京理科大学名誉教授、元東京理科大学諏訪短期大学学長（* 1924年?）[71]
- 1月17日 - 鎌田久子、日本の民俗学者、成城大学名誉教授（* 1925年）[72]
- 1月17日 - 楠本昌造、日本の実業家、元住友建設社長（* 1926年）[73]
- 1月17日 - 桜井眞一郎、日本の自動車技術者（* 1929年）[74]
- 1月17日 - 伊藤精七、日本の銀行家、東京銀行（現：三菱東京UFJ銀行）副頭取（* 1935年）[75]
- 1月18日 - ミルトン・ロゴビン（英語版）、アメリカ合衆国の報道写真家（* 1909年）[76][77]
- 1月18日 - 秋田博正、日本の実業家、日本セーリング連盟名誉会長、松屋社長・秋田正紀の父（* 1919年）[78]
- 1月18日 - 長岡純子、日本のピアニスト（* 1928年）[79]
- 1月18日 - ジム・マクマヌス（英語版）、アメリカ合衆国の元プロテニス選手、テニス指導者（* 1940年）[80]
- 1月18日 - 森啓、日本の音楽プロデューサー、元日本コロムビアレコーディングディレクター（* 1942年）[81]
- 1月18日 - 斎藤勝博、日本の元プロ野球選手、東京読売巨人軍所属（* 1944年）[82]
- 1月18日 - 泉正義、日本の実業家、セイバン社長（* 1945年）[83]
- 1月19日 - アーネスト・マコラック、カナダの細胞生物学者（* 1926年）[84]
- 1月19日 - 濱田隆士、日本の生物学者（古生物学）、東京大学名誉教授、元福井県立恐竜博物館館長（* 1933年）[85]
- 1月20日 - ガス・ザーニアル（英語版）、アメリカ合衆国の元野球選手（* 1923年）[86]
- 1月20日 - 小嶋登、日本の教育者、埼玉県秩父市立影森中学校元校長、『旅立ちの日に』の作詞者（* 1930年）[87]
- 1月21日 - エド・マウザー（Ed Mauser）、米陸軍中隊の最高齢生存者（* 1916年）[88][89]
- 1月21日 - 段文傑（中国語版）、中国の著名敦煌研究者（* 1917年）[90]
- 1月21日 - 岸昌、日本の政治家、自治官僚、第9代-第11代民選大阪府知事（* 1922年）[91]
- 1月21日 - 野路正也、日本の実業家、日本製鋼所元副社長（* 1928年）[92]
- 1月21日 - セオニ・V・アルドリッジ、ギリシャ出身の衣装デザイナー（* 1932年）[93]
- 1月21日 - 亜庭じゅん、日本の漫画評論家、同人サークル迷宮メンバー、コミックマーケット生みの親の一人（* 1950年）[94]
- 1月22日 - 塩野宜慶、日本の最高裁判事（* 1915年）[95]
- 1月22日 - 牟田口義郎、日本のジャーナリスト、中近東歴史学者（* 1923年）[96]
- 1月22日 - 長嶺正、日本の実業家、元上組社長（* 1923年?）[97]
- 1月22日 - 神沢昭三、日本の実業家、元資生堂会長（* 1928年）[98]
- 1月22日 - 朴婉緒、大韓民国の小説家（* 1931年）[99]
- 1月22日 - 石森耿、日本のテレビディレクター（* 1938年）[100]
- 1月22日 - デニス・オッペンハイム、アメリカ合衆国の環境アーティスト（* 1938年）[101]
- 1月23日 - 喜味こいし、日本の漫才師（* 1927年）[102]
- 1月24日 - 藤岡昇、元空将・飛行教育集団司令官（*1927年）[103]
- 1月24日 - ベルント・アイヒンガー、ドイツの映画プロデューサー（* 1949年）[104]
- 1月25日 - ダニエル・ベル、アメリカ合衆国の社会学者（* 1919年）[105]
- 1月25日 - 井波唯志、日本の工芸家（* 1923年）[106]
- 1月25日 - トンバイ・トンパオ（タイ語版）、タイの弁護士（* 1926年）[107]
- 1月25日 - 藤野忠雄、日本の実業家、コカ・コーラウエストジャパン（現：コカ・コーラウエスト）元副社長（* 1941年）[108]
- 1月26日 - 花柳小菊、日本の女優（* 1921年）[109]
- 1月26日 - 内田雄造、日本の都市計画家（* 1942年）[110]
- 1月26日 - グラディス・ホートン（英語版）、アメリカ合衆国のR&Bシンガー、マーヴェレッツのボーカル（* 1944年）[111][112]
- 1月27日 - 三宅川正、日本の英文学者、関西大学名誉教授（* 1912年）[113]
- 1月27日 - 岡上鈴江、日本の児童文学者・翻訳家、小川未明の娘（* 1913年）[114]
- 1月27日 - 宮田早苗、日本の政治家、元衆議院議員（* 1920年）[115]
- 1月27日 - 岩釣兼生、日本の柔道家（* 1944年）[116]
- 1月28日 - マーガレット・プライス、ウェールズのソプラノ歌手（* 1941年）[117]
- 1月29日 - ミルトン・バビット、アメリカ合衆国の作曲家（* 1916年）[118]
- 1月29日 - 新谷嘉昭、日本の花火師（* 1929年）[119]
- 1月30日 - 倉田卓次、日本の弁護士、元裁判官・公証人（* 1922年）[120]
- 1月30日 - ジョン・バリー、イギリスの作曲家（* 1933年）[121]
- 1月30日 - 井上昭子、日本の女優（* 1941年）[122]
- 1月30日（遺体発見） - 高橋和男、日本の漫画家（* 1969年）[123]
- 1月31日 -  ユーニス・サンボーン、アメリカ合衆国のスーパーセンテナリアン（* 1896年）[124]
- 1月31日 - バルトロメウ・アナニア（ルーマニア語版）、ルーマニアの府主教（* 1921年）[125]
- 1月31日 - 古川能章、日本の元サッカー選手、ヤンマーディーゼルサッカー部元監督（* 1930年）[126]